# На крутозламі
«На крутозламі» — радянський трисерійний телефільм 1985 року, знятий режисером Миколою Літусом на Кіностудії ім. О. Довженка.

## Сюжет
Телефільм за однойменним романом Костянтина Басенка. Про становлення Радянської влади в Україні у 1920-х роках.

## У ролях
- Ігор Лєдогоров — Порфирій Іванович Шнайдрук
- Ігор Добряков — Іван Чернець
- Андрій Градов — Максюта
- Олександр Пороховщиков — отаман Волинець
- Петро Глєбов — Сава Анісімович Терещенко
- Олена Глєбова — Зінаїда
- Наталія Поліщук — Наталя
- Микола Гринько — Лесь Григорович
- Сергій Яковлєв — отець Діодор
- Михайло Голубович — пан Мединський
- Людмила Сосюра — тітка Надя
- Леонід Яновський — Василь Голий, сотник
- Ірина Буніна — Нюрка
- Микола Олійник — Метьолкін
- Георгій Дрозд — Василь Думченко
- Василь Петренко — Петро Модестович Чорногуз
- Сергій Подгорний — Орлянський
- Людмила Лобза — селянка
- Микола Малашенко — бандит
- Осип Найдук — бандит
- Станіслав Рій — бандит
- В. Степанов — епізод
- Володимир Олексієнко — дід
- Ю. Полянський — епізод
- В. Вікленко — епізод
- Д. Ткачук — епізод
- Борис Макаров — батько хлопчика
- Анатолій Пєсков — бандит
- Олег Баранов — врятований хлопчик
- Олена Блинникова — Євдокія Гудзь
- Н. Осипова — Параска
- Наталія Плахотнюк — Марія Детлюк
- Федір Стригун — генерал-хорунжий Тютюнник
- Олександр Кузьменко — голова ГубЧК
- Раїса Пироженко — Лукер'я
- Василь Фущич — епізод
- Степан Жаворонок — співак у ресторані, колишній ад'ютант
- Є. Сорокіна — епізод
- С. Корочинський — епізод

## Знімальна група
- Режисер — Микола Літус
- Сценаристи — Володимир Сосюра, Юрій Аліков
- Оператор — Валерій Рожко
- Композитор — Володимир Дашкевич
- Художник — Юрій Муллер